# Трухильо, Хосе Висенте
Хосе́ Висе́нте Трухи́льо Гутье́ррес (исп. José Vicente Trujillo Gutiérrez; 15 сентября 1889, Эсмеральдас, Эквадор — 27 мая 1970) — эквадорский дипломат и государственный деятель, министр иностранных дел Эквадора (1945—1947).

## Биография
Родился в семье Пласкенсио Трухильо Куэнки — выходца из Колумбии, занимавшегося мелкой торговлей, — и Энкарнасьон Гутьеррес Куэльяр. Окончил Национальный колледж им. Висенте Рокафуэрте, где получил стипендию как лучший студент.
В 1906 году принимал участие в создании Либеральной партии и поступил в юридический факультет Университета Гуаякиля. В 1914 году получил степень доктора юридических наук и был избран членом парламента от провинции Эсмеральдас.
В 1916 году был назначен секретарем губернатора провинции Гуаяс, а в 1920 году — вернулся в Конгресс. Был одним из организаторов всеобщей забастовки энергетиков (1922), при разгоне которой едва не погиб. Был вынужден скрыться в Панаме, где до середины 1923 года работал учителем. Смог вернуться в Гуаякиль в 1924 году и вскоре был избран ректором колледжа им. Висенте Рокафуэрте.
В 1932 году был избран сенатором и президентом сената. Затем — во время правления в стране диктаторских режимов занимался частной адвокатской практикой. В 1939—1948 годах — заведующий кафедрой философии права Университета Гуаякиля. В 1940 году стал деканом юридического факультета.
После свержения в 1944 году режима Арройо дель Рио был назначен па должность председателя Совета директоров Центрального банка Эквадора. В 1945—1947 годах — министр иностранных дел Эквадора. На этом пытался на международном уровне добиться изменения Протокола Рио-де-Жанейро (1942), согласно которому Эквадор в результате вооруженного конфликта уступал часть своей территории соседнему Перу. Рассматривался в качестве возможного кандидата на пост президента страны от Либеральной партии.
- 1952—1956 годах — постоянный представителем Эквадора при ООН,
- 1956—1960 годах — постоянный представитель при международных организациях ООН в Женеве, член Постоянной палаты международного третейского суда в Гааге, представитель при ЮНЕСКО в Париже и Комиссии по атомной энергии (МАГАТЭ) в Вене.

В 1960 году вернулся в Гуаякиль и стал членом Консультативного совета Министерства иностранных дел. Также возобновил свою адвокатскую практику.